# Cillaarshoek
Cillaarshoek est un hameau de la commune néerlandaise de Hoeksche Waard, dans la province de la Hollande-Méridionale.

## Histoire
Cillaarshoek a été une commune indépendante jusqu'au 1er janvier 1832, date de son rattachement à la commune de Maasdam, à laquelle elle avait déjà appartenu de 1812 à 1817. En 1984, le hameau de Cillaarshoek passe à la commune de Strijen.